# 科伊略爾烏爾馬納湖
13°41′20″S 71°37′50″W / 13.68889°S 71.63056°W
科伊略爾烏爾馬納湖（Quyllur Urmana），是秘魯的湖泊，位於該國南部庫斯科大區的安第斯山脈地區，由基斯皮坎奇省負責管轄，處於烏魯班巴河以西的維拉科查山腳。